# Consolata de Reggio Emilia
Consolata de Reggio Emilia (s.III) fue una romana cristiana del siglo III, martirizada por su fe. Es considerada santa por la Iglesia Católica, y su fiesta litúrgica se celebra el 6 de septiembre, en la ciudad italiana de Reggio Emilia.
No se debe confundir con Consolata de Génova.